# Giovanni Fallani
Giovanni Fallani (* 15. November 1910 in Rom, Italien; † 23. Juli 1985) war ein italienischer Geistlicher und Kurienerzbischof der römisch-katholischen Kirche.

## Leben
Giovanni Fallani empfing am 8. Dezember 1933 das Sakrament der Priesterweihe. Fallani war von 1943 bis 1945 Sekretär und von 1954 bis 1956 Vizepräsident der Päpstlichen Zentralkommission für die religiöse Kunst in Italien. 1956 bestellte ihn Papst Pius XII. zum Präsidenten der Päpstlichen Zentralkommission für die religiöse Kunst in Italien.
1963 ernannte ihn Papst Paul VI. zudem zum Präsidenten der Ständigen Kommission zur Sicherung der historischen und künstlerischen Denkmäler des Hl. Stuhls und am 4. Juni 1964 zum Titularbischof von Partenia. Paul VI. spendete ihm am 28. Juni desselben Jahres die Bischofsweihe; Mitkonsekratoren waren der Geheim-Almosenier, Kurienerzbischof Diego Venini, und der Vizegerent des Bistums Rom, Erzbischof Ettore Cunial. Am 9. August 1982 erhob ihn Papst Johannes Paul II. zum Titularerzbischof.
Giovanni Fallani nahm an der dritten und vierten Sitzungsperiode des Zweiten Vatikanischen Konzils teil.